# Wapen van Koeweit

Wapen van Koeweit

Het wapen van Koeweit werd aangenomen in 1962 en toont een schild in de kleuren van de Koeweitse vlag op de borst van een valk die zijn vleugels uitslaat. De ruimte tussen deze vleugels is een cirkel, waarin een traditioneel Arabisch zeilschip (dhow) onder de volledige staatsnaam in het Arabisch staat afgebeeld.
De dhow is een symbool van de maritieme traditie van Koeweit en is eveneens te vinden in het wapen van Qatar en het voormalige wapen van de Verenigde Arabische Emiraten. De valk is een symbool van het Qoeraisj-stamverband, waartoe ook de profeet Mohammed behoorde en is ook in andere Arabische wapens te vinden.
Het wapen verving een ouder embleem met een valk en twee gekruiste vlaggen.
Afghanistan · Armenië · Azerbeidzjan · Bahrein · Bangladesh · Bhutan · Brunei · Cambodja · China: Volksrepubliek / Republiek (Taiwan) · Cyprus · Filipijnen · Georgië · India · Indonesië · Irak · Iran · Israël · Japan · Jemen · Jordanië · Kazachstan · Kirgizië · Koeweit · Laos · Libanon · Malediven · Maleisië · Mongolië · Myanmar · Nepal · Noord-Korea · Oezbekistan · Oman · Oost-Timor · Pakistan · Palestina · Qatar · Rusland · Saoedi-Arabië · Singapore · Sri Lanka · Syrië · Tadzjikistan · Thailand · Turkmenistan · Turkije · Verenigde Arabische Emiraten · Vietnam · Zuid-Korea

Afhankelijke gebieden: Hongkong · Macau

Betwiste gebieden: Noord-Cyprus